# Faye Stratford
Faye Stratford (* 9. November 1991) ist eine ehemalige US-amerikanische Skispringerin.

## Werdegang
Stratford, die bereits als Kind zum Skispringen kam und später für die New York Ski Education Foundation startete, sammelte erste Wettkampferfahrungen bei Junioren-Wettbewerben auf nationaler Ebene. So erreichte sie bei der Springertournee in Lake Placid im März 2005 hinter Nina Lussi und deren Schwester Danielle Lussi Rang drei. Im Oktober 2005 wurde sie erstmals für den Skisprung-Continental-Cup gemeldet, startete aber schlussendlich nicht.
Im Sommer 2006 startete sie beim Fourth of July in Lake Placid. Dabei startete sie nicht nur als Spezialspringerin, sondern auch als Nordische Kombiniererin. Nachdem sie sich hier im Skilanglauf nicht durchsetzen konnte, wurde sie am Ende nur Fünfte. Bei den Spezialspringerinnen konnte sie bei einem kleinen Starterfeld Rang zwei erreichen. Am 28. August 2007 gab sie schließlich an gleicher Stelle ihr Debüt im Continental Cup und erreichte auf der Normalschanze des MacKenzie Intervale Ski Jumping Complex den 27. Platz und damit ihre ersten vier Continental-Cup-Punkte. Auch im zweiten Springen am Folgetag war sie als 26. erfolgreich. Da es ihre einzigen Wettbewerbe im Continental Cup waren, reichte es am Ende nur zu Rang 67 in der Gesamtwertung der Saison 2006/07.

## Erfolge

### Continental-Cup-Platzierungen
| Saison  | Platz | Punkte |
| ------- | ----- | ------ |
| 2006/07 | 67.   | 9      |